# Княже (Ивано-Франковская область)
Кня́же (укр. Княже) — село в Снятынской городской общине Коломыйского района Ивано-Франковской области Украины.
Население по переписи 2001 года составляло 1476 человек. Занимает площадь 3,44 км². Почтовый индекс — 78360. Телефонный код — 03476.

## Люди, родившиеся в Княже
- Цибульский, Збигнев (1927—1967) — польский актёр